# Jacques Villeneuve
Jacques Joseph Charles Villeneuve, kanadski dirkač formule 1, * 9. april 1971, St-Jean-sur-Richelieu, Quebec, Kanada.
Jacques Villeneuve je upokojeni kanadski dirkač Formule 1, prvak v sezoni 1997 ter zmagovalec serije Champ Car (1995) in dirke Indianapolis 500. Le še dva dirkača sta osvojila vse te tri lovorike, Emerson Fittipaldi in Mario Andretti. Še do pred kratkim je vozil v Formuli 1 za ekipo BMW Sauber. Toda proti koncu sezone je moštvo zapustil, ker je to hotelo da za mesto v ekipi tekmuje z mladim Poljakom Robertom Kubico.
Poročen je z Johanno s katero ima dva sinova. V maju 2009 se je njuna skupna pot končala.

## Popolni rezultati serije CART
(legenda) (odebeljene dirke pomenijo najboljši štartni položaj)
| Leto | Moštvo     | 1      | 2      | 3      | 4      | 5     | 6     | 7     | 8     | 9      | 10     | 11    | 12     | 13     | 14    | 15    | 16     | 17     | Moštvo     | Prv | Toč |
| ---- | ---------- | ------ | ------ | ------ | ------ | ----- | ----- | ----- | ----- | ------ | ------ | ----- | ------ | ------ | ----- | ----- | ------ | ------ | ---------- | --- | --- |
| 1994 | Team Green | SUR 17 | PHX 25 | LBH 15 | 500 2  | MIL 9 | DET 7 | POR 6 | CLE 4 | TOR 9  | MIC 20 | MID 9 | NHA 24 | VAN 24 | ROA 1 | NAZ 7 | LAG 3  |        | Team Green | 6.  | 94  |
| 1995 | Team Green | MIA 1  | SUR 20 | PHX 5  | LBH 25 | NAZ 2 | 500 1 | MIL 6 | DET 9 | POR 20 | ROA 1  | TOR 3 | CLE 1  | MIC 10 | MID 3 | NHA 4 | VAN 12 | LAG 11 | Team Green | 1.  | 172 |

## Popolni rezultati Formule 1
(legenda) (odebeljene dirke pomenijo najboljši štartni položaj, poševne pa najhitrejši krog, †-uvrščen kljub odstopu)
| Leto | Moštvo                         | Šasija           | Motor          | 1       | 2       | 3       | 4       | 5       | 6       | 7       | 8       | 9       | 10      | 11      | 12      | 13      | 14      | 15      | 16      | 17      | 18     | 19     | Prv | Toč |
| ---- | ------------------------------ | ---------------- | -------------- | ------- | ------- | ------- | ------- | ------- | ------- | ------- | ------- | ------- | ------- | ------- | ------- | ------- | ------- | ------- | ------- | ------- | ------ | ------ | --- | --- |
| 1996 | Rothmans Williams Renault      | Williams FW18    | Renault V10    | AVS 2   | BRA Ret | ARG 2   | EU 1    | SMR 11  | MON Ret | ŠPA 3   | KAN 2   | FRA 2   | VB 1    | NEM 3   | MAD 1   | BEL 2   | ITA 7   | POR 1   | JAP Ret |         |        |        | 2.  | 78  |
| 1997 | Rothmans Williams Renault      | Williams FW19    | Renault V10    | AVS Ret | BRA 1   | ARG 1   | SMR Ret | MON Ret | ŠPA 1   | KAN Ret | FRA 4   | VB 1    | NEM Ret | MAD 1   | BEL 5   | ITA 5   | AVT 1   | LUK 1   | JPN DSQ | EU 3    |        |        | 1.  | 81  |
| 1998 | Winfield Williams              | Williams FW20    | Mecachrome V10 | AVS 5   | BRA 7   | ARG Ret | SMR 4   | ŠPA 6   | MON 5   | KAN 10  | FRA 4   | VB 7    | AVT 6   | NEM 3   | MAD 3   | BEL Ret | ITA Ret | LUK 8   | JAP 6   |         |        |        | 5.  | 21  |
| 1999 | British American Racing        | BAR 001          | Supertec V10   | AVS Ret | BRA Ret | SMR Ret | MON Ret | ŠPA Ret | KAN Ret | FRA Ret | VB Ret  | AVT Ret | NEM Ret | MAD Ret | BEL 15  | ITA 8   | EU 10   | MAL Ret | JAP 9   |         |        |        | 21. | 0   |
| 2000 | Lucky Strike Reynard BAR Honda | BAR 002          | Honda V10      | AVS 4   | BRA Ret | SMR 5   | VB 16   | ŠPA Ret | EU Ret  | MON 7   | KAN 15  | FRA 4   | AVT 4   | NEM 8   | MAD 12  | BEL 7   | ITA Ret | ZDA 4   | JAP 6   | MAL 5   |        |        | 7.  | 17  |
| 2001 | Lucky Strike BAR Honda         | BAR 003          | Honda V10      | AVS Ret | MAL Ret | BRA 7   | SMR Ret | ŠPA 3   | AVT 8   | MON 4   | KAN Ret | EU 9    | FRA Ret | VB 8    | NEM 3   | MAD 9   | BEL 8   | ITA 6   | ZDA Ret | JAP 10  |        |        | 7.  | 12  |
| 2002 | Lucky Strike BAR Honda         | BAR 004          | Honda V10      | AVS Ret | MAL 8   | BRA 10  | SMR 7   | ŠPA 7   | AVT 10  | MON Ret | KAN Ret | EU 12   | VB 4    | FRA Ret | NEM Ret | MAD Ret | BEL 8   | ITA 9   | ZDA 6   | JAP Ret |        |        | 12. | 4   |
| 2003 | Lucky Strike BAR Honda         | BAR 005          | Honda V10      | AVS 9   | MAL Ret | BRA 6   | SMR Ret | ŠPA Ret | AVT 12  | MON Ret | KAN Ret | EU Ret  | FRA 9   | VB 10   | NEM 9   | MAD Ret | ITA 6   | ZDA Ret | JAP     |         |        |        | 16. | 6   |
| 2004 | Mild Seven Renault F1 Team     | Renault R24      | Renault V10    | AVS     | MAL     | BAH     | SMR     | ŠPA     | MON     | EU      | KAN     | ZDA     | FRA     | VB      | NEM     | MAD     | BEL     | ITA     | KIT 11  | JAP 10  | BRA 10 |        | 22. | 0   |
| 2005 | Sauber Petronas                | Sauber C24       | Petronas V10   | AVS 13  | MAL Ret | BAH 11  | SMR 4   | ŠPA Ret | MON 11  | EU 13   | KAN 9   | ZDA DNS | FRA 8   | VB 14   | NEM 15  | MAD Ret | TUR 11  | ITA 11  | BEL 6   | BRA 12  | JAP 12 | KIT 10 | 14. | 9   |
| 2006 | BMW Sauber F1 Team             | BMW Sauber F1.06 | BMW V8         | BAH Ret | MAL 7   | AVS 6   | SMR 12  | EU 8    | ŠPA 12  | MON 14  | VB 8    | KAN Ret | ZDA Ret | FRA 11  | NEM Ret | MAD Inj | TUR     | ITA     | KIT     | JAP     | BRA    |        | 15. | 7   |